# Нижняя Заимка
Нижняя Заимка — село в Тайшетском районе Иркутской области России. Административный центр Нижнезаимского муниципального образования. Находится примерно в 27 км к северо-востоку от районного центра.

## Население
По данным Всероссийской переписи, в 2010 году в селе проживали 373 человека (180 мужчин и 193 женщины).